# Ајанис
Ајанис (грч. Αγιάννης) је приморско насељено место у општини Пидна-Колиндрос у периферији Средишња Македонија, Грчка. Према попису из 2021. године било је 6 становника.
Насеље је подигнуто седамдесетих година 20. века и први пут се помиње на попису из 1981. године са једним становником.